# 古賀玄暉
古賀 玄暉（こが げんき、1998年12月19日 - ）は、日本の柔道家。神奈川県川崎市出身。階級は60kg級。身長168cm。段位は四段。血液型はB型。組み手は右組み。得意技は足技。父親はバルセロナオリンピック71kg級金メダリストの古賀稔彦。兄は学生体重別73kg級優勝の古賀颯人。妹は全国高校選手権57kg級で2位の古賀ひより。

## 経歴
柔道は3歳の時に始め、その後父親が開設した古賀塾の所属となった。中学は愛知県にある大成中学に進み、2年の時には全国中学校柔道大会の50kg級で2位になった。なおこの時は、同じ中学に通う1歳年上の兄である颯人が73kg級で優勝している。近代柔道杯ではチームの優勝に貢献した。3年の時には全国中学校柔道大会の55kg級で優勝を飾った。
大成高校に進むと、1年の時には全国高校選手権の60kg級で優勝を成し遂げた。兄の颯人は73kg級で2位にとどまり、兄弟優勝はならなかった。
2年の時には4月の全日本カデで優勝して、17歳以下の世界一を決める大会である世界カデ代表に選ばれた。6月に名古屋で開催された東アジア選手権では決勝で高校の2年先輩となる東海大学1年の永山竜樹に有効で敗れるも2位となった。8月の世界カデでは決勝でブラジルの選手を指導2で破って優勝を成し遂げた。この際に、2020年の東京オリンピックで優勝することが最大の目標とコメントした。また、団体戦でも決勝のロシア戦で一本勝ちするなどしてチームの優勝に貢献した。9月の全日本ジュニアでは3位になった。10月のアジアジュニアでは優勝した。シニアデビュー戦となった11月の講道館杯では準々決勝で国士舘大学3年の大島優磨に合技で敗れて7位に終わった。2016年3月の全国高校選手権では決勝で習志野高校1年の市川龍之介に有効で敗れて2位にとどまり2連覇はならなかった。
3年の時には4月のロシアジュニア国際決勝で地元ロシアの選手を合技で破って優勝を飾った。この際に、父親のように自分もオリンピックチャンピオンになりたいと語った。7月のインターハイでは初戦で敗れた。10月の国体少年男子の部では愛知県チームの一員で出場して2位となった。11月の講道館杯では2回戦で敗れた。
2017年4月からは父や兄と同じく日体大へ進んだ。9月の全日本ジュニアでは3位だった。10月の世界ジュニアでは準決勝でヨーロッパジュニアチャンピオンであるアゼルバイジャンのカラマト・フセイノフに一本負けを喫して3位に終わった。初開催となった男女混合による団体戦では決勝のオランダ戦で勝利を収めるなどしてチームの優勝に貢献した。
2年の時には9月の全日本ジュニア決勝で国士舘大学2年の小西誠志郎と対戦すると、技ありを先取されるも小外掛で逆転勝ちして優勝した。10月の世界ジュニアでは準決勝までオール一本勝ちし、小西との再戦となった決勝では、GSに入った直後に技ありを取って優勝した。1986年に世界ジュニア71kg級で父親も優勝していることから、秋本勝則と秋本啓之、西田孝宏と西田優香に続く世界ジュニアでの親子優勝となった。団体戦では決勝のブラジル戦のみの出場となったが、レナン・トーレスを片手絞で破ってチームの優勝に貢献した。
3年の時には4月のアジアパシフィック柔道選手権決勝で台湾の楊勇緯と対戦すると、GS含めて14分もの戦いの末に反則勝ちを収めて優勝を飾った。9月のグランプリ・タシュケントでは決勝でロシアのヤゴ・アブラゼと対戦すると、GS含めて12分近い戦いの末に大内刈で一本負けを喫して2位に終わった。11月の講道館杯では決勝で大学の先輩であるパーク24の青木大に隅返で敗れて2位にとどまった。グランドスラム・大阪では初戦でオランダの選手に隅落で敗れた。
4年の時には10月の講道館杯準決勝でセンコーの米村克麻に反則負けして3位に終わった。
2021年4月からは旭化成の所属となった。体重別では決勝でパーク24の竪山将を合技で破って今大会初優勝を飾って、前月に死去した父親へ「結果で恩返しする」との誓いを果たすことになった。これにより永山とともに世界選手権代表に選出された。6月の世界選手権では2回戦でイスラエルのマタン・ココラエフに内股で敗れた。10月のグランドスラム・パリでは準々決勝でアゼルバイジャンのバラバイ・アガエフに技ありで敗れると、その後の3位決定戦でもモンゴルのエンフタイワン・アリウンボルドに技ありで敗れて5位にとどまった。
2022年4月の体重別では決勝で東京オリンピック金メダリストであるパーク24の髙藤直寿を出足払で破って、今大会2連覇を果たした。6月のグランドスラム・トビリシでは準々決勝で地元ジョージアのテムール・ノザゼに反則負けを喫したが、その後の3位決定戦で元世界チャンピオンであるジョージアのルフミ・チフビミアニを谷落で破って3位になった。7月のグランプリ・ザグレブでは準々決勝でスペインのフランシスコ・ガリゴスに裏投げで敗れるも、その後の敗者復活戦を勝ち上がって3位になった。10月の講道館杯では決勝で国士館大学3年の近藤隼斗に技ありで敗れて2位にとどまった。12月のグランドスラム・東京では準決勝で近藤に技ありで敗れるも、3位決定戦で永山を技ありで破って3位になった。
2023年4月の体重別では準決勝で竪山に反則負けを喫して3位に終わった。8月のグランプリ・ザグレブでは3回戦でアゼルバイジャンのアーマド・ユシフォフに敗れた。
2024年10月の実業個人選手権では66kg級に出場して3位にとどまった。
IJF世界ランキングは1190ポイント獲得で38位（2024年9月30日現在）。

## 戦績
- 2012年 - 全国中学校柔道大会 2位（50kg級）
- 2013年 - 近代柔道杯 優勝
- 2013年 - 全日本カデ 3位（55kg級）
- 2013年 - 全国中学校柔道大会 優勝（55kg級）

60kg級での戦績
- 2014年 - 全日本カデ 3位
- 2015年 - 全国高校選手権 優勝
- 2015年 - 全日本カデ 優勝
- 2015年 - ポーランドカデ国際 優勝
- 2015年 - 東アジア選手権 2位
- 2015年 - 世界カデ 個人戦 優勝 団体戦 優勝
- 2015年 - 全日本ジュニア 3位
- 2015年 - アジアジュニア 優勝
- 2015年 - 講道館杯 7位
- 2016年 - 全国高校選手権 2位
- 2016年 - ロシアジュニア国際 優勝
- 2016年 - 国体 少年男子の部 2位
- 2017年 - 全日本ジュニア 3位
- 2017年 - 世界ジュニア 個人戦 3位 団体戦 優勝
- 2018年 - 全日本ジュニア 優勝
- 2018年 - 世界ジュニア 個人戦 優勝 団体戦 優勝
- 2019年 - アジアパシフィック柔道選手権 優勝
- 2019年 - グランプリ・タシュケント 2位
- 2019年 - 講道館杯 2位
- 2020年 - 講道館杯 3位
- 2021年 - 体重別 優勝
- 2021年 - グランドスラム・パリ 5位
- 2022年 - 体重別 優勝
- 2022年 - グランドスラム・トビリシ 3位
- 2022年 - グランプリ・ザグレブ 3位
- 2022年 - 講道館杯 2位
- 2022年 - グランドスラム・東京 3位
- 2023年 - 体重別 3位

66kg級での戦績
- 2024年 - 実業個人選手権 3位

（出典、JudoInside.com）